# Medalla de reconeixement pels voluntaris de la Guerra 1940-1945
La medalla de reconeixement per als voluntaris de la guerra de 1940-45 ((italià: medaglia di benemerenza per i volontari della Guerra 1940-45) va ser establerta pel govern italià amb el Decret legislatiu núm. 1054 de 1948 que ampliava la concessió de la Medalla de reconeixement pels voluntaris de la guerra italo-austríaca 1915-1918 a tots aquells que voluntàriament s'havien enrolat i participat en la Segona Guerra Mundial de manera digna.
La disposició fundacional, ratificada l'any 1953, va ser derogada l'any 2010.

## Criteris d'elegibilitat
La pròrroga de la concessió afectava a aquells que entre el 10 de juny de 1940 i el 8 de maig de 1945 es trobaven en les dues condicions següents:
1. havien participat en departaments o unitats que operen en operacions de guerra, informant d'alguna de les condecoracions o distincions següents:
- recompenses pel valor militar ;
- promoció o ascens per mèrits bèl·lics, o transferència a funcions de servei permanent per mèrits bèl·lics;
- insígnia de ferits de guerra o mutilats;
- Creu al Mèrit de Guerra

2. pertanyien a alguna de les categories següents que havien sol·licitat i obtingut, sense estar obligats per llei o per disposicions de revocació, l'allistament en alguna de les Forces Armades de l'Estat o la incorporació a departaments o unitats operatives:
- ja reformat que es va enrolar espontàniament; si s'ordenava la revisió dels membres reformats de la classe a la qual pertanyien els militars, la data d'incorporació havia de ser almenys tres mesos anterior a la de la disposició que els hauria cridat a visitar, aquest termini no s'aplicava als els que van caure al camp o van morir arran d'una ferida o van ser declarats desapareguts a la guerra;
- el personal militar que, havent estat declarat no apte per al servei de guerra per ferides de guerra o malaltia posterior, hagi tornat espontàniament a formar part dels departaments o unitats a què es refereix el punt 1 anterior;
- els militars que, havent estat declarats inhabilitats definitivament per al servei de guerra per afeccions preexistents, haguessin estat incorporats a petició pròpia als departaments o unitats a què es refereix el punt 1 anterior;
- incorporats, després de l'allistament voluntari, als departaments o unitats a què es refereix el punt 1 anterior com a mínim tres mesos abans de la data d'ingrés en armes del primer esglaó de la seva classe de reclutament, aquest termini no s'aplica als morts en el camp o. mort després d'una ferida o declarat desaparegut a la guerra;
- exempts en tot cas del servei militar que havien sol·licitat i obtingut, amb renúncia a l'exempció, per ser incorporats als departaments o unitats a què es refereix el punt 1 anterior;
- no sotmesos ja a les obligacions de servei militar per raó d'edat, que s'havien incorporat arran de l'allistament espontani;
- residents a l'estranger, exempts de respondre a la crida a la mobilització, que a petició van ser repatriats per incorporar-se;
- els ofiicals en excedència que, després d'una sol·licitud de revocació d'armes per ser enviats a unitats de combat, havien estat revocats com a conseqüència de la mateixa petició; els suboficials, llicenciats, allistats i soldats comuns en excedència il·limitada que, prèvia sol·licitud de revocació d'armes, haguessin estat incorporats almenys tres mesos abans de la retirada de la classe, arma, categoria i especialitat a què pertanyien, aquest termini no s'aplica als morts al camp o morts com a conseqüència de ferides o declarats desapareguts en guerra;
- personal militar que, trobant-se en condicions de beneficiar-se d'una excedència il·limitada o temporal, o d'una excedència il·limitada, renunciessin expressament per seguir el seu departament en operacions de guerra, o per ser destinat a departaments destinats a operacions bèl·liques;
- la gent de mar embarcada en vaixells mercants inscrits a la navegació auxiliar de l'Estat, que es troben en les condicions a què es refereix l'art. 17 del reial decret llei de 19 de setembre de 1935, n. 1836, per obtenir el desembarcament, no l'havien demanat, quedant-se a bord com a militar interí;
- cuiners, criats i forners embarcats en vaixells, els quals, trobant-se en les condicions a què es refereix l'art. 2 de la llei 30 de gener de 1941, n. 152, per obtenir el desembarcament, no l'haguessin demanat, quedant com a militars interins;
- especialistes aeronàutics que, havent estat absolts de la detenció, havien sol·licitat i obtingut, sense més obligació, romandre als departaments de vol operatius.

### Exclusions de la concessió
Els desertors van quedar exclosos de la concessió de la medalla al mèrit, encara que, com a conseqüència de l'amnistia, no s'hagués produït cap condemna penal. Si no hi hagués sentència de condemna irrevocable, en el termini de seixanta dies l'interessat podria recórrer contra la disposició de l'autoritat militar amb la qual s'hagués denegat la concessió de mèrits, davant el ministre de Defensa, que resoldria definitivament, sobre la base de la fets ja constatats, qualsevol constatació processal, així com qualsevol altra comprovació necessària.
També quedaven exclosos de la concessió de la medalla els militars que, sotmesos a valoració pel seu comportament durant i després de l'armistici del 8 de setembre de 1943, no havien estat discriminats o, en cas de discriminació, havien rebut sancions disciplinàries per haver realitzat el servei militar o civil empleat per les autoritats alemanyes o per haver fet el servei militar en formacions de la República Social Italiana o per haver prestat jurament a aquesta última. Aquesta exclusió no s'aplicava als qui, participant posteriorment en la guerra o en la lluita d'alliberament, haguessin caigut o havien estat mutilats o incapacitats o havien obtingut condecoracions al valor o la creu al mèrit de guerra.

## Disseny
El disseny de la medalla i de la cinta és el mateix que el de la Medalla de reconeixement pels voluntaris de la guerra italo-austríaca 1915-1918
La medalla és obra de Publio Morbiducci.
Consisteix en una medalla de bronze, de 32mm de diàmetre.
- a l'anves, un cap de dona coronada de llorer i amb una corona mural sobre la testa, símbol d'Itàlia, amb la inscripció "PER L'ITALIA"
- al revers, la llegenda " VOLONTARI DI GUERRA MCMXL-MCMXLV" amb la Z de la Casa de la Moneda de Roma (o amb les xifres àrabs "1940-1945" en casos de producció privada) i dues figures que simbolitzen el voluntari que se separa de la seva mare, anteposant l'amor al país a l'afecte més fort de la família.

Les medalles es portaven al pit, a l'esquerra, penjades d'una cinta de seda de trenta-set mil·límetres d'ample en magenta.